# Штефанка (Муреш)
Штефанка (рум. Ștefanca) — село у повіті Муреш в Румунії. Входить до складу комуни Міхешу-де-Кимпіє.
Село розташоване на відстані 289 км на північний захід від Бухареста, 29 км на північний захід від Тиргу-Муреша, 49 км на схід від Клуж-Напоки.

## Населення
За даними перепису населення 2002 року у селі проживали 47 осіб, усі — румуни. Усі жителі села рідною мовою назвали румунську.